# 1135 w literaturze
Wydarzenia literackie w 1135 roku.

## Urodzili się
- Burhan al-Din al-Marghinani, muzułmański teolog i uczony (zm. 1197)
- Joachim z Fiore, chrześcijański teolog i mistyk (zm. 1202)
- Majmonides, żydowski pisarz (zm. 1204)